# Parari
Parari est une ville brésilienne du centre de l'État de la Paraíba.
Sa population était estimée à 1 245 habitants en 2007. La municipalité s'étend sur 128 km2.